# David Harrower
David Harrower (* 1966, Edinburgh) je skotský dramatik, který od roku 2005 žije v Glasgow.

## Hry

### Původní hry
- Nože ve slepicích
- Kill the Old Torture Their Young
- Presence
- Dark Earth
- Blackbird (divadelní hra)
- 365 (hra)
- Lucky Box

### Adaptace & překlady
- Šest postav hledá autora
- The Chrysalids
- Tales from the Vienna Woods
- Ivanov
- Woyzeck
- The Girl on the Sofa
- Mary Stuartovna (hra)
- The Good Soul of Szechuan